# Molophilus (Molophilus) stenacanthus
Molophilus (Molophilus) stenacanthus is een tweevleugelige uit de familie steltmuggen (Limoniidae). De soort komt voor in het Australaziatisch gebied.